# Buchi nell'acqua
Buchi nell'acqua è un singolo di Piero Pelù e Federico Fiumani pubblicato il 24 marzo 2015 da Diaframma Records.

## Il disco
Il disco è stato pubblicato sia in versione vinile con compact disc allegato che in download digitale.
Si tratta di un brano scritto a quattro mani ed eseguito in duetto dai due rocker, leader storici di Litfiba e Diaframma.
Sul lato B c'è una versione inedita di Amsterdam, collaborazione d'annata tra le due band, registrata nel 1985 nella storica cantina-prove dei Litfiba in Via de' Bardi.
Il videoclip del brano è stato diffuso in esclusiva su Rolling Stone il 7 aprile 2015.

## Tracce
1. Buchi nell'acqua – 6:12
2. Amsterdam – 5:38